# Naga Jolokia

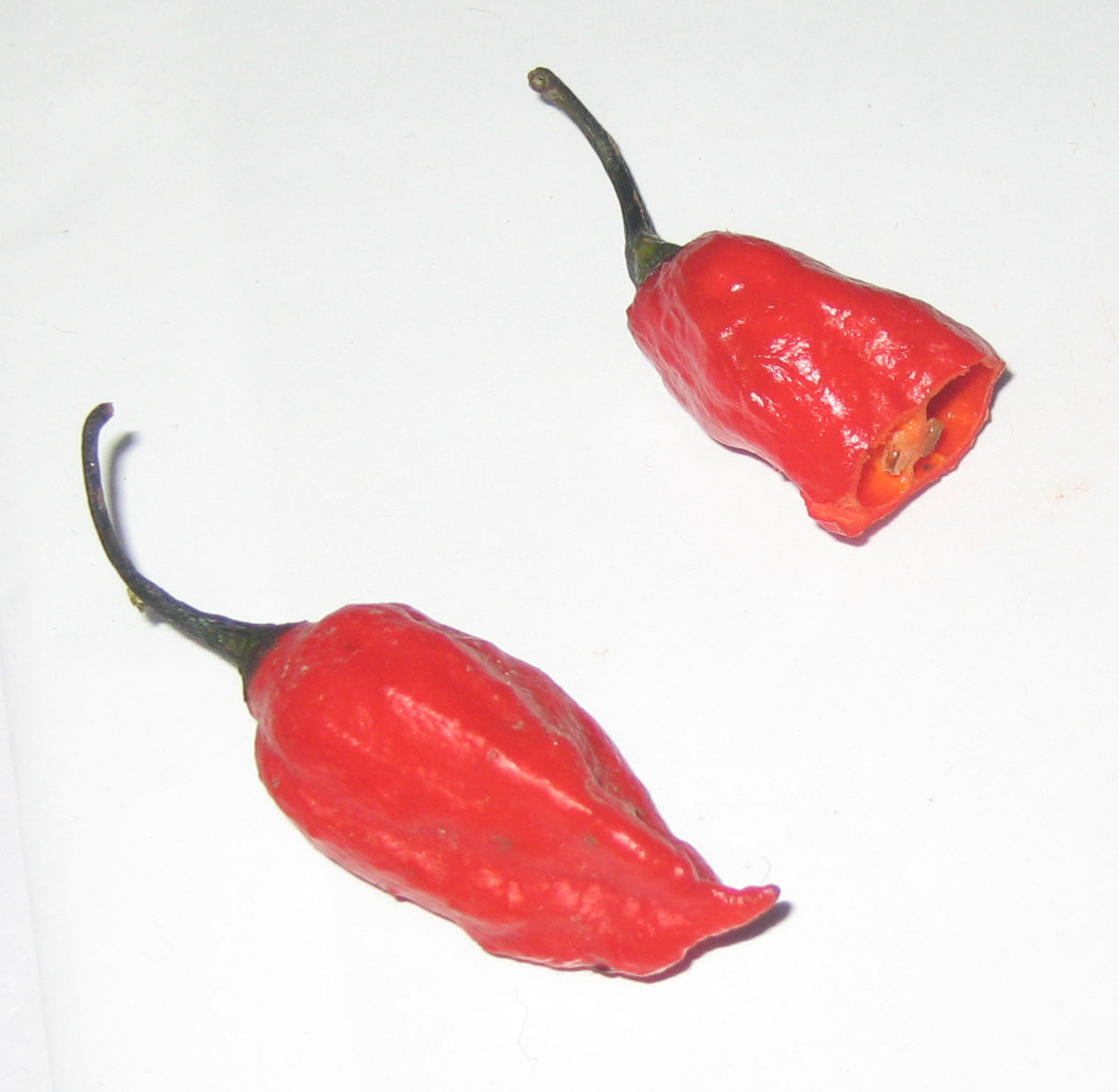
Naga Jolokia

De Naga Jolokia (ook wel Bhut Jolokia) is een chilipeper, die in 2007 door Guinness World Records werd erkend als de heetste peper ter wereld. Daarmee verdrong de peper de Rode Savina. Nadien werd de titel overgenomen door achtereenvolgens de Trinidad Moruga Scorpion en de Carolina Reaper.
De Naga Jolokia wordt vooral aangetroffen in de regio Assam in India. Verder groeit de peper in de Indiase staten Nagaland en Manipur. In februari 2012 verloor de Naga Jolokia de titel van heetste peper ter wereld aan de Trinidad Moruga Scorpion.
Er bestaat onzekerheid over het feit of de peper een Capsicum frutescens of een Capsicum chinense is. Recente DNA-studies hebben aangetoond dat de peper waarschijnlijk een hybride is tussen deze twee soorten, maar met voor het grootste deel genen van de C. chinense.
Rijpe pepers hebben een lengte van 60 tot 85 millimeter en een breedte van 25 tot 30 millimeter. Ze hebben, afhankelijk van de soort, een oranje, rode of bruine kleur. Ze hebben een ruwe, dichte huid.

## Naamgeving
Het woord ‘‘jolokia’’ is Assamees voor het geslacht Capsicum. Het woord Nāga is Sanskriet voor koningscobra. De peper komt vermoedelijk oorspronkelijk uit Nagaland, en is door de Naga vernoemd naar een giftige slang uit de regio. Dit vermoedelijk omdat de scherpe smaak van de peper doet denken aan een beet van de koningscobra.
De peper staat ook bekend als Naga Morich in Bangladesh en Bih Jolokia in de staat Assam (Bih = 'gif', Jolokia = 'chilipeper'). Andere namen zijn Bhut Jolokia (Bhut = 'spook'), Oo-Morok (Oo = 'boom', Morok = 'Chili'), Borbih Jolokia, Nagahari, Nagajolokia, Naga Moresh en Raja Mirchi ('Koning der Chili’s').

## Scovilleschaal
In 2000 stelden wetenschappers aan India's Defence Research Laboratory (DRL) bij het meten van de heetheid van de Naga Jolokia een waarde vast van 855.000 op de scovilleschaal. In 2004 werd door een Indiaas bedrijf een waarde van 1.041.427 gemeten met HPLC-analyse. Daarmee is de Naga Jolokia twee keer zo heet als de Rode Savina. Ter vergelijking, Tabasco heeft een waarde tussen de 2.500-5.000, en pure capsaïcine 15.000.000–16.000.000.